# Euller
Euller Elias de Carvalho, detto Euller (Felixlândia, 15 marzo 1971), è un ex calciatore brasiliano, di ruolo attaccante.

## Carriera

### Club
Inizia nell'América Futebol Clube di Minas Gerais, dove gioca dall'età di 17 anni fino al 1993, quando passa al San Paolo, con il quale vince la Recopa Sudamericana del 1994. Nel 1995 passa all'Atlético Mineiro, dove rimane fino al '97, vincendo il Campionato Mineiro del 1995. Nel 1997 si trasferisce al Palmeiras, e nel 1998 prova l'avventura giapponese una prima volta, al Verdy Kawasaki. Nello stesso anno torna al Palmeiras vincendo la Coppa Libertadores 1999 e il Torneio Rio-São Paulo. Nel 2000 vince la Coppa Mercosur con il Vasco da Gama. Nel 2006 torna all'América Mineiro. A causa della sua velocità è soprannominato Filho do Vento, il figlio del vento.

### Nazionale
È stato tra i giocatori utilizzati da Luiz Felipe Scolari durante le qualificazioni a Corea del Sud-Giappone 2002, non venendo però incluso nella rosa definitiva dei 23 per il mondiale.

## Palmarès

### Club

#### Competizioni statali
- Campionato Mineiro: 2

América Mineiro: 1993
Atlético Mineiro: 1995
- Campionato Mineiro di seconda divisione: 1

América Mineiro: 2008
- Campionato paulista: 1

São Caetano: 2004

#### Competizioni interstatali
- Torneo Rio-San Paolo: 1

Palmeiras: 2000

#### Competizioni nazionali
- Campionato brasiliano: 1

Vasco da Gama: 2000
- J League: 1

Kashima Antlers: 2002

#### Competizioni internazionali
- Recopa Sudamericana: 1

San Paolo: 1994
- Coppa Libertadores: 1

Palmeiras: 1999
- Coppa Mercosur: 1

Vasco da Gama: 2000
- A3 Champions Cup: 1

Kashima Antlers: 2003